# Фігурне катання на зимових Олімпійських іграх 1952
Змагання з фігурного катання на Зимових Олімпійських іграх 1952 проходили в трьох дисциплінах: чоловіче та жіноче одиночне катання та в парах. Змагання проходили з суботи 16-го по п'ятницю 22 лютого 1952 року в Осло на ковзанці «Джордал Амфі» (змагання з довільної програми на стадіоні «Біслетт»).

## Країни-учасниці
У змаганні брало участь 63 фігуристів (26 чоловіків та 37 жінок) з 15 країн (14/13).
- Австралія (3: чоловіків — 1; жінок — 2)
- Австрія (4: чоловіків — 2; жінок — 2)
- Угорщина (6: чоловіків — 3; жінок — 3)
- Велика Британія (8: чоловіків — 2; жінок — 6)
- Данія (1: чоловіків — 1; жінок — 0)
- Італія (1: чоловіків — 1; жінок — 0)
- Канада (6: чоловіків — 2; жінок — 4)
- Нідерланди (1: чоловіків — 0; жінок — 1)
- Норвегія (4: чоловіків — 1; жінок — 3)
- США (10: чоловіків — 5; жінок — 5)
- Західна Німеччина (8: чоловіків — 3; жінок — 5)
- Фінляндія (2: чоловіків — 1; жінок — 1)
- Франція (2: чоловіків — 1; жінок — 1)
- Швейцарія (5: чоловіків — 2; жінок — 3)
- Швеція (2: чоловіків — 1; жінок — 1)

## Медальний залік

### Таблиця
| Місце  | Країна            | Золото | Срібло | Бронза | Загалом |
| ------ | ----------------- | ------ | ------ | ------ | ------- |
| 1      | США               | 1      | 2      | 1      | 4       |
| 2      | Велика Британія   | 1      | 0      | 0      | 1       |
| 2      | Західна Німеччина | 1      | 0      | 0      | 1       |
| 4      | Австрія           | 0      | 1      | 0      | 1       |
| 5      | Франція           | 0      | 0      | 1      | 1       |
| 5      | Угорщина          | 0      | 0      | 1      | 1       |
| Усього | Усього            | 3      | 3      | 3      | 9       |

### Медалісти
| Дисципліна                | Золото                              | Срібло                              | Бронза                                |
| ------------------------- | ----------------------------------- | ----------------------------------- | ------------------------------------- |
| чоловіче одиночне катання | Дік Баттон · США                    | Гельмут Зайбт · Австрія             | Джеймс Гроган · США                   |
| жіноче одиночне катання   | Жаннетт Альтвегг · Велика Британія  | Тенлі Олбрайт · США                 | Жаклін дю Б'єф · Франція              |
| парне катання             | Ріа Баран · Пауль Фальк · Німеччина | Керол Кеннеді · Пітер Кеннеді · США | Маріанна Надь · Ласло Надь · Угорщина |